# عدو الدولة
عدو الدولة هو شخص متهم بجرائم محددة مثل الخيانة ضد الدولة. وقد يوصف بذلك بعض الأشخاص كأداة قمع سياسي، حيث تقوم الأنظمة الاستبدادية بوصف المعارضين السياسيين بذلك. وفي حالات أخرى يكون المتهم خطرا على الدولة أو رعاياها. لكن في عهد ستالين استخدم عدو الشعب.